# Oscar Norén

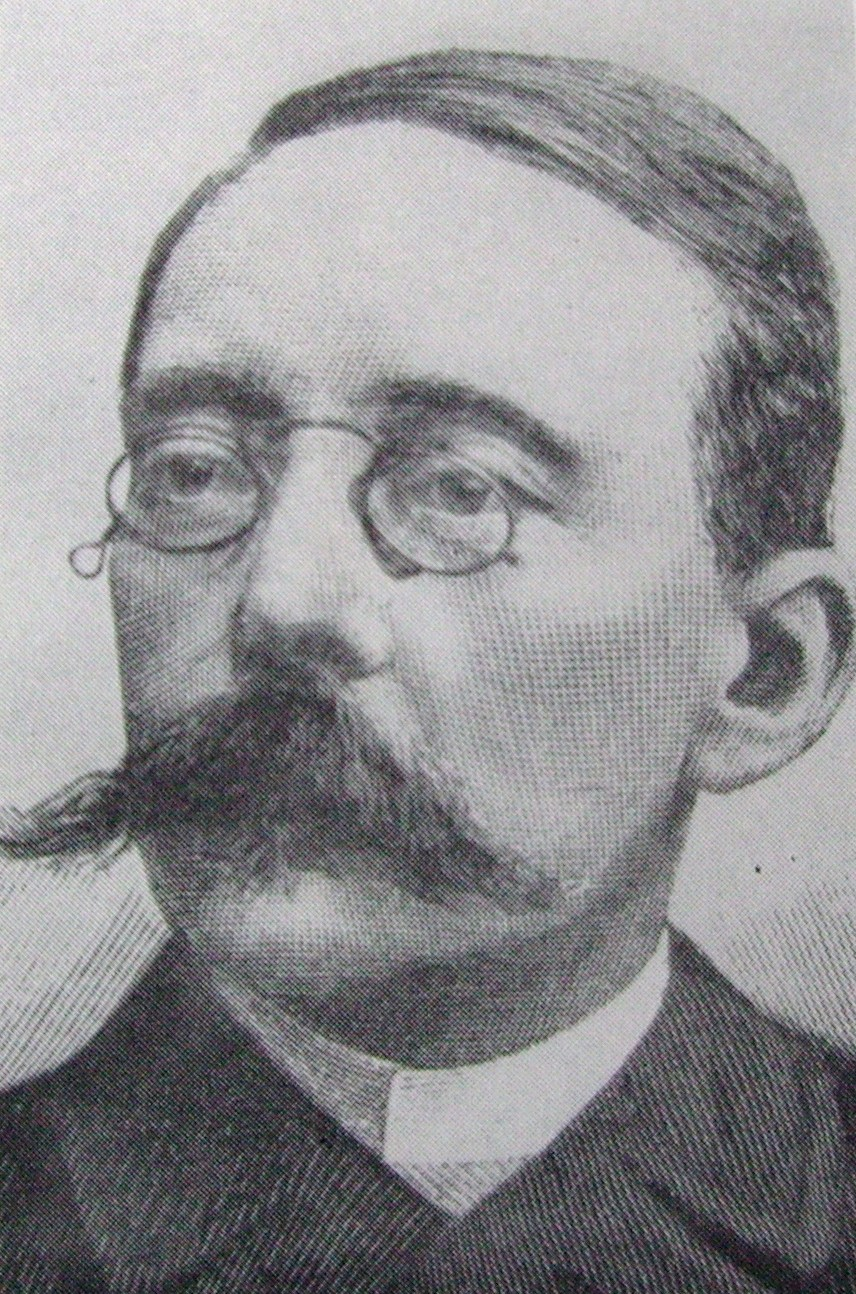
Oscar Norén

Oscar Emil Norén, född 22 november 1844 i Gösslunda socken, Skaraborgs län, död 27 oktober 1923 i Uppsala. Tidningman, godsägare. Son till kyrkoherden, rektorn och boktryckaren Johan Norén (1804–1879) och Brita Lovisa Roos af Hjelmsäter samt bror till Richard Norén. Gift 1892 med Inez Charlotta Eneman.
Efter kameralexamen i Uppsala 1864 studerade Oscar Norén nordiska språk, historia, isländska och statskunskap vid Uppsala universitet, och samlade material om västgötska dialekter. Han grundade den första landsmålsföreningen i landet, Västgöta landsmålsförening, 1872.  
År 1875 blev han oavlönad extraordinarie kammarskrivare vid Kammarkollegiet, och arbetade vid Lantmannapartiets veckotidning Svenska medborgaren. År 1876 blev han ansvarig utgivare och redaktör vid Norrlands-Posten. Han gjorde sig känd genom sina bidrag till veckoskriften Vikingen, som förde en utpräglat högerinriktad lantmannapolitik.
År 1884 var Oscar Norén med om att grunda Svenska Dagbladet, och blev dess andre redaktör. Han blev dock mer uppmärksammad för sitt arbete vid Göteborgs Aftonblad som väckte och drev de högervindar som blåste på västkusten. År 1887 var han redaktör för veckotidningen Figaro. 
När Norén lämnade tidningsvärlden 1899, sysslade han med att förvalta sina gods. Han är begravd på Uppsala gamla kyrkogård.